# Gaertnera phyllosepala
Gaertnera phyllosepala là một loài thực vật có hoa trong họ Thiến thảo. Loài này được Baker mô tả khoa học đầu tiên năm 1883.